# Albert Brunois
Albert Brunois, né le 13 octobre 1911 à Arras (Pas-de-Calais) et mort le 9 mai 1995 dans le 14e arrondissement de Paris, est un avocat français qui fut président de la société de législation comparée et bâtonnier de l'ordre des avocats de Paris.

## Biographie
Né le 13 octobre 1911 à Arras au sein d'une famille modeste, Albert Brunois devient en 1934 avocat à la cour d'appel de Paris, puis en 1938 deuxième secrétaire de la Conférence de Stage des Avocats.
Mobilisé en 1939, il s'installe en Algérie après l'armistice du 22 juin 1940, avant de reprendre du service à partir de 1942 en participant successivement à la campagne d'Italie puis à la campagne de France : il s'installe à nouveau à Paris dès la fin de la guerre. En 1957, il est élu au conseil de l'ordre des avocats ; en 1965, il devient le bâtonnier de l'Ordre des Avocats à la cour de Paris.
Il est élu en 1977 au sixième fauteuil de la section de législation, droit public et jurisprudence de l'académie des sciences morales et politiques, dont il devint en 1989 président pour un an. Il est nommé également nommé la même année vice-président de l'Institut de France.
Il fut, entre autres fonctions, président de la Société de Législation comparée entre 1974 et 1978, président de l’Association pour le Développement du Droit mondial, président de l’Amicale des Secrétaires et anciens Secrétaire de la Conférence, président d'honneur de l'Association française des Centres de Formation professionnelle du Barreau, président-fondateur de l’Association des Amis de Maurice Baumont, président de la Ligue française des droits de l'animal, président d'honneur du Palais Littéraire et Musical ainsi que président-fondateur du Conseil des Barreaux de la Communauté européenne.
Il décède le 9 mai 1995 dans le 14e arrondissement de Paris.

## Distinctions

### Décorations
- Commandeur de la Légion d'honneur[4]
- Croix de guerre 1939–1945[4]
- Commandeur de l'ordre national du Mérite[4]
- Bronze Star Medal[6]

### Autres
- Docteur honoris causa de l’université de Vancouver (Canada)[6].

## Publications
- Albert Brunois, Parenthèses, 1944[6].
- Albert Brunois, Nous, les avocats, Paris, Plon, 1958, 287 p.[7]
- Albert Brunois, Guide pratique de l'avocat, 1965 (réédité en 1970)[4].
- Albert Brunois, Le Devenir des professions intellectuelles face à l'évolution du monde moderne, Paris, Confédération des travailleurs intellectuels de France, 1973, 22 p.[8]
- Albert Brunois, La Conférence des avocats du Barreau de Paris, Paris, Ordre des avocats à la Cour d'appel de Paris, 1974, 40 p.[9]
- Albert Brunois, La Liberté judiciaire, honneur des hommes, Versailles, APIL, 1978, 283 p.[10]
- Albert Brunois, Notice sur la vie et les travaux de  Paul Arrighi (1895-1976) lue dans la séance du 23 mai 1978, Paris, Institut de France, 1978, 16 p.[11]
- Albert Brunois, Justice et liberté, 1986[4].
- Albert Brunois, L'Institut de France ou la main de culture, 1994[4].
- Albert Brunois, Lointaines saisons, 1994[4],[12].

### Sources
- Roland Drago, « Nécrologie : Albert Brunois (1911-1995) » in Revue internationale de droit comparé, vol. 47, n°4, octobre-décembre 1995, pp. 1013-1014 (lire en ligne)
- Jean-Marc Varaut, Notice sur la vie et les travaux de Albert Brunois (1911-1995) lue durant la séance du 6 mai 1997 de l'Académie des sciences morales et politiques, Paris, Palais de l'Institut, 1997, 16 p.
- Béatrice et Michel Wattel, Qui était qui, XXe siècle, 2005.